# Железният човек 3
„Железният човек 3“ (на английски: Iron Man 3) е американски филм от 2013 г., продължение на филма от 2010 г. и е седмият подред филм в Киновселената на Марвел.

## Резюме
Брилянтният изобретател Тони Старк / Железният човек се изправя пред враг, чийто обсег няма граници. Когато личният живот на Старк е унищожен от врага му, той започва мъчителното издирване на виновника. Когато е притиснат в ъгъла, Старк трябва да оцелее разчитайки само на себе си, за да защити близките си. Докато се бори с тези изпитания, Старк ще открие отговора на въпроса, който винаги го е измъчвал: Дали човека прави бронята или бронята прави човека?

## Актьорски състав
| Актьор               | Роля                                                    |
| -------------------- | ------------------------------------------------------- |
| Робърт Дауни Джуниър | Тони Старк / Железния човек                             |
| Гай Пиърс            | Олдрич Килиан / „Мандаринът“                            |
| Дон Чийдъл           | Джеймс „Роуди“ Роудс / Бойна машина / Железният патриот |
| Гуинет Полтроу       | Пепър Потс                                              |
| Джон Фавро           | Хепи Хоган                                              |
| Пол Бетани           | Д.Ж.А.Р.В.И.С. (глас)                                   |
| Шон Тауб             | Йинсен                                                  |
| Тай Симпкинс         | Харли Кийнър                                            |
| Ребека Хол           | Мая Хансен                                              |
| Бен Кингсли          | Тревър Слатъри / „Мандаринът“                           |
| Стефани Шостак       | Бранд                                                   |
| Джеймс Бадж Дейл     | Савин                                                   |
| Уилям Садлър         | Матю Елис                                               |
| Марк Ръфало          | Брус Банър / Хълк                                       |
| Стан Лий             | Съдия в състезание по красота                           |

## Награди и номинации
| Награда                              | Категория                                    | Номиниран(и)                                 | Резултат  |
| ------------------------------------ | -------------------------------------------- | -------------------------------------------- | --------- |
| Награди на филмовата академия на САЩ | Най-добри визуални ефекти                    | Най-добри визуални ефекти                    | номинация |
| Награда на БАФТА                     | Най-добри визуални ефекти                    | Най-добри визуални ефекти                    | номинация |
| Награда „Хюго“                       | Най-добро сценично представяне (дълга форма) | Най-добро сценично представяне (дълга форма) | номинация |
| Сатурн                               | Най-добър филм по комикс                     | Най-добър филм по комикс                     | награда   |
| Сатурн                               | Най-добър актьор                             | Робърт Дауни Джуниър                         | награда   |
| Сатурн                               | Най-добър актьор в поддържаща роля           | Бен Кингсли                                  | награда   |
| Сатурн                               | Най-добър млад актьор                        | Тай Симпкинс                                 | номинация |
| Сатурн                               | Най-добра музика                             | Брайън Тайлър                                | номинация |